# Wundowie
Wundowie är en ort i Australien. Den ligger i kommunen Northam och delstaten Western Australia, omkring 54 kilometer nordost om delstatshuvudstaden Perth.
Runt Wundowie är det mycket glesbefolkat, med 2 invånare per kvadratkilometer.. Närmaste större samhälle är Chidlow, omkring 15 kilometer sydväst om Wundowie. 
Trakten runt Wundowie består till största delen av jordbruksmark. Genomsnittlig årsnederbörd är 763 millimeter. Den regnigaste månaden är juli, med i genomsnitt 131 mm nederbörd, och den torraste är december, med 14 mm nederbörd.